# Dadra y Nagar Haveli
Dadra y Nágar Havelí fue uno de los territorios de la unión que forman parte de la India. Nagar Haveli se encuentra entre Maharashtra y Guyarat, mientras que Dadra es un enclave situado unos pocos kilómetros al norte de Nagar Haveli, en el estado de Guyarat. Su capital es la ciudad de Silvassa.
Fue una colonia portuguesa, dependiente de Damán desde 1779 hasta 1954 cuando fue ocupada por la India. En 2019, se aprobó una legislación para fusionar el territorio federal de Dadra y Nagar Haveli con su territorio vecino, Damán y Diu, para formar el nuevo territorio de la unión de Dadra y Nagar Haveli y Damán y Diu con efecto a partir del 26 de enero de 2020.
Dadra y Nagar Haveli están a la orilla del río Damanganga, que fluye a través del territorio. Las ciudades de Dadra y Silvassa están situadas en la orilla norte del río. El territorio no tiene salida a la costa aunque el mar Arábigo está situado al oeste de Guyarat. El territorio ocupa un área de 491 km² y su población en el año 2001 era de 220 451 habitantes.
El principal idioma del territorio es el guyaratí. Hay pocos rastros de la cultura portuguesa en el territorio, por lo que es prácticamente imposible encontrar a alguien que hable portugués.
Las fábricas son la fuente principal de la economía de Dadra y Nagar Haveli gracias a los bajos impuestos. El territorio está regido por un Teniente-Gobernador.